# Coloració estructural

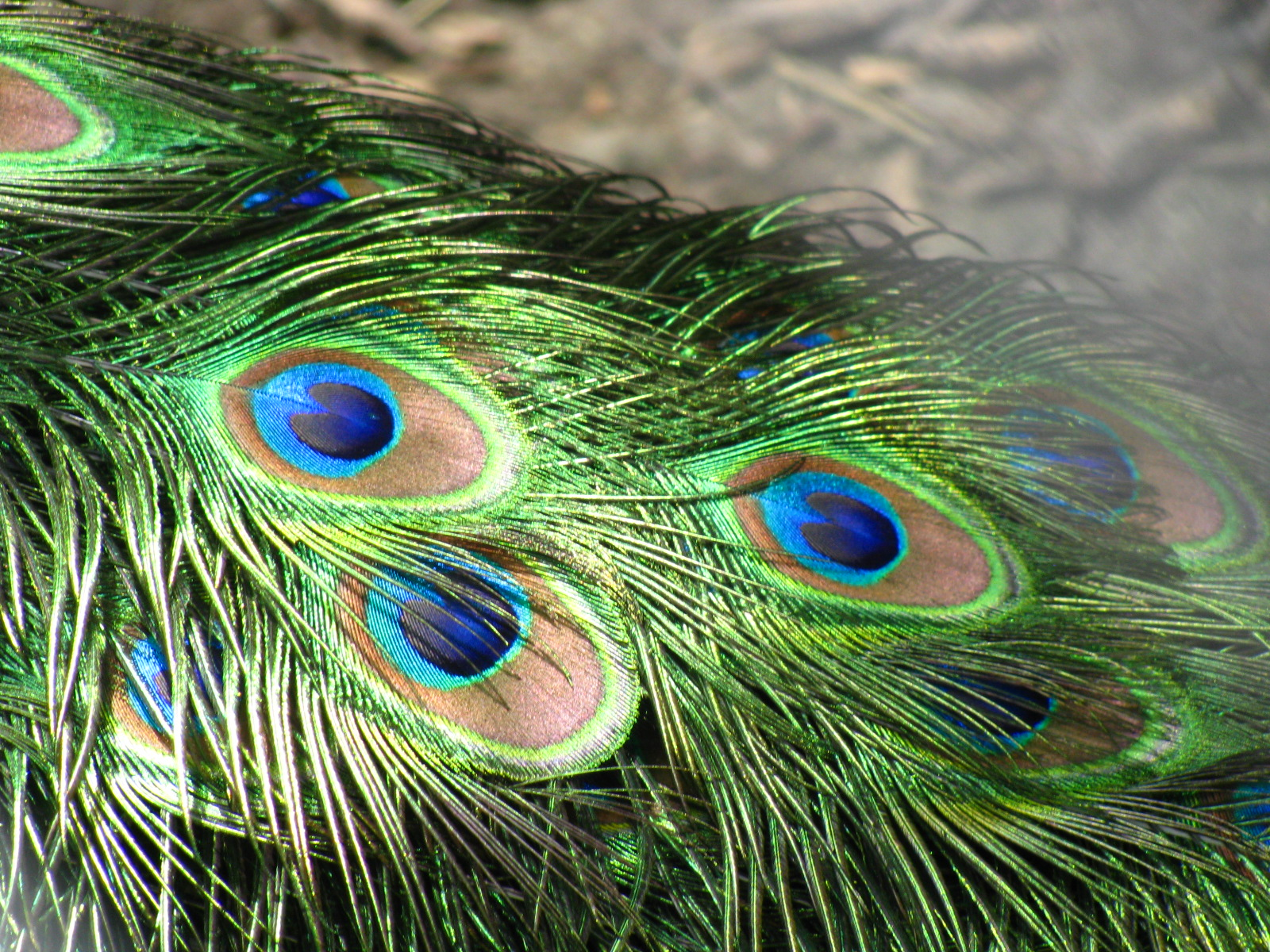
Els colors iridiscents brillants de les plomes del mascle del paó reial estan creades per coloració estructural com ja van advertir per primera vegada Isaac Newton i Robert Hooke.

La coloració estructural és la producció de color per superfícies microscòpicament estructurades, anomenades esquemocroms, prou fines per interferir amb la llum visible, de vegades en combinació amb pigments. Per exemple en la cua del paó reial les plomes estan pigmentades de marró, però la seva estructura fa que semblin blaves, de color turquesa i verdes, i sovint apareixen iridescents.
La coloració estructural va ser observada primer pels científics anglesos Robert Hooke i Isaac Newton, i el seu principi – interferència d'ona – explicat per Thomas Young un segle després. Young correctament va descriure la iridescència com el resultat de la interferència entre reflexions des de dos (o més) superfícies de pel·lícula fina, combinada amb la refracció de la llum en entrar i sortir d'aquestes pel·lícules. Diferents colors apareixen amb els diferents angles de la llum reflectida.
Les coloracions en els animals, com les plomes dels ocells o les escates de les papallones, està creada per un rang de mecanismes fotònics, incloent els mecanismes dels miralls selectius, dels cristalls fotònics, matrius de nanocanals i proteïnes que poden variar la seva configuració. Alguns talls de carn també poden presentar coloració estructural degut a l'exposició d'arranjaments periòdics de les fibres musculars. Molts d'aquests mecanismes fotònics corresponen a estructures elaborades visibles per microscopi electrònic. En les plantes, els colors brillants estan produïts per estructures dins les cèl·lules. La coloració blava més brillant en qualsevol teixit viu s'observa als fruits de Pollia condensata, on una estructura en espiral de fibrils de cel·lulosa produeix per la Llei de Bragg la dispersió física de la llum.
Les coloracions estructurals tenen un potencial en aplicacions industrials, comercials i militars, amb superfícies biomimètiques que poden donar colors brillants, camuflatges adaptats, canvis òptics eficients i vidres de baixa reflectància.

## Exemples

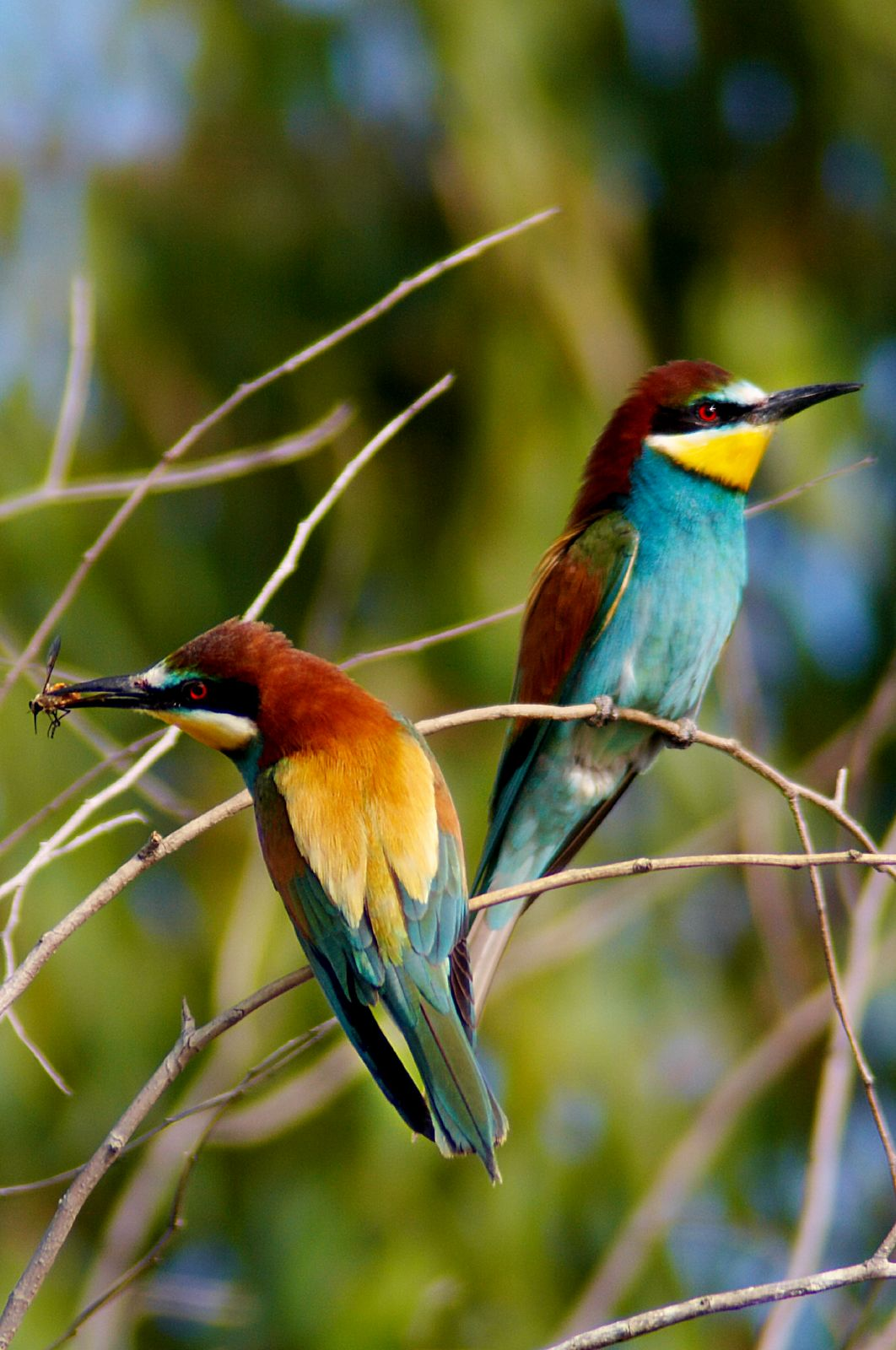
Els colors brillants de l'abellerol es deuen a l'estructura de les seves plomes
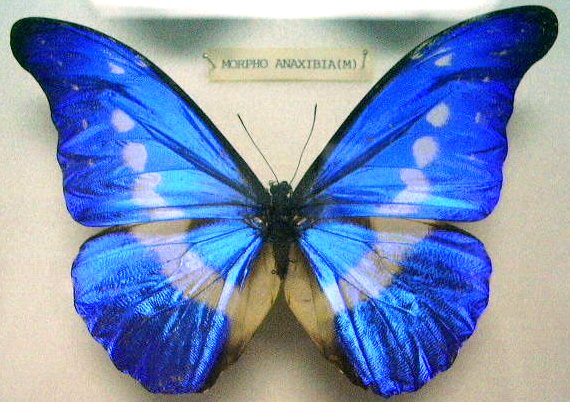
En les papallones del gènere Morpho com Morpho helena els colors brillants són deguts a intricades microstructures.
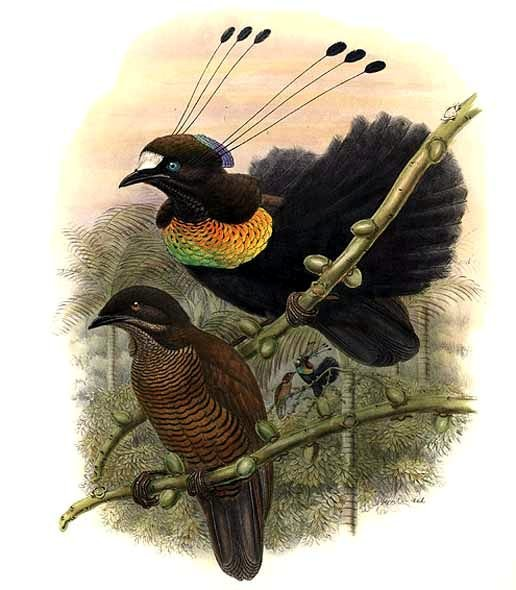
El mascle de Parotia lawesii canvia el color de les seves plomes de lau a groc.
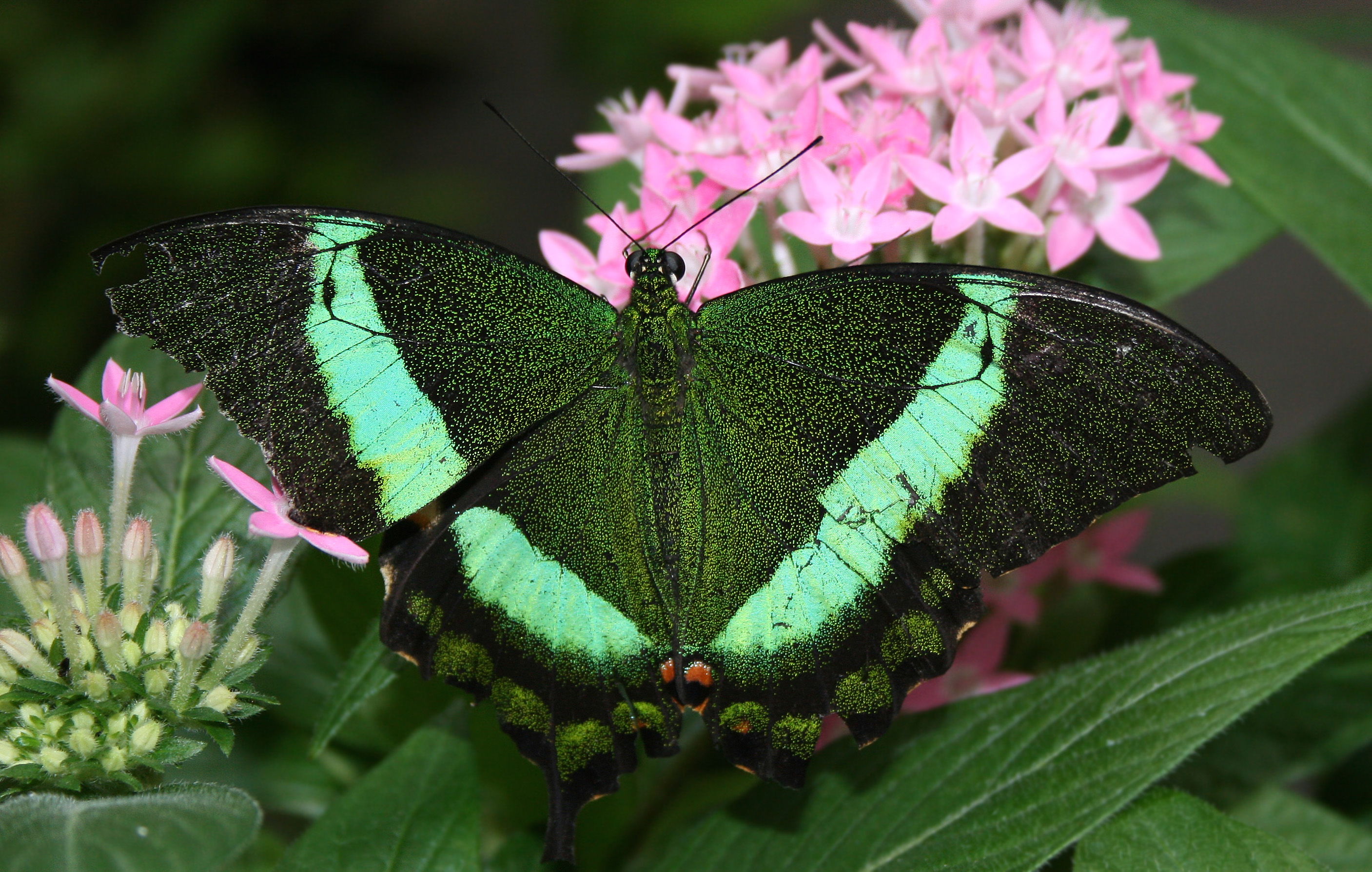
Papilio palinurus amb la coloració creada per bols microscòpics que reflecteixen en color groc.
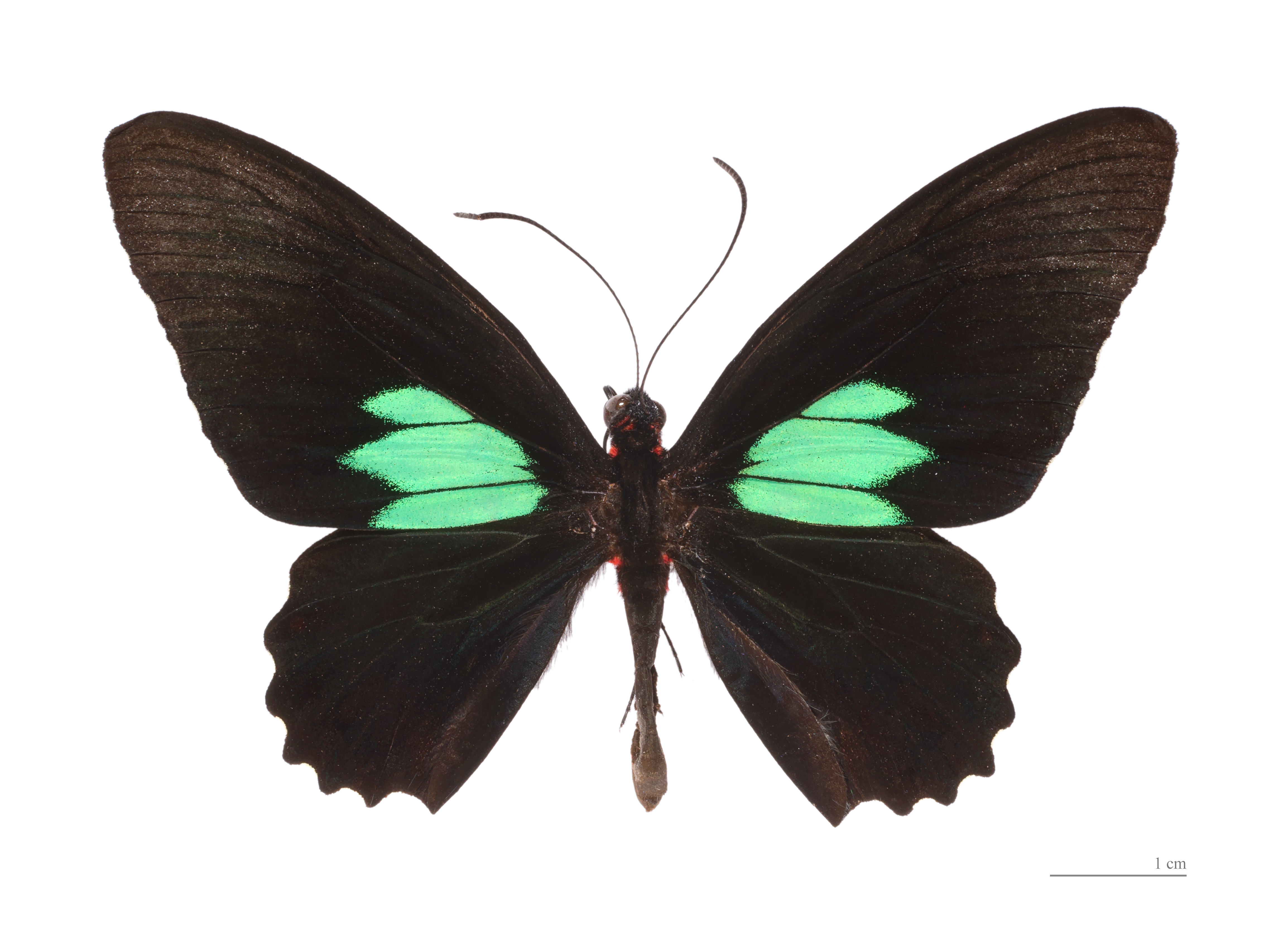
En Parides sesostris, el seu color verd brillant és creat per cristalls fotònics.
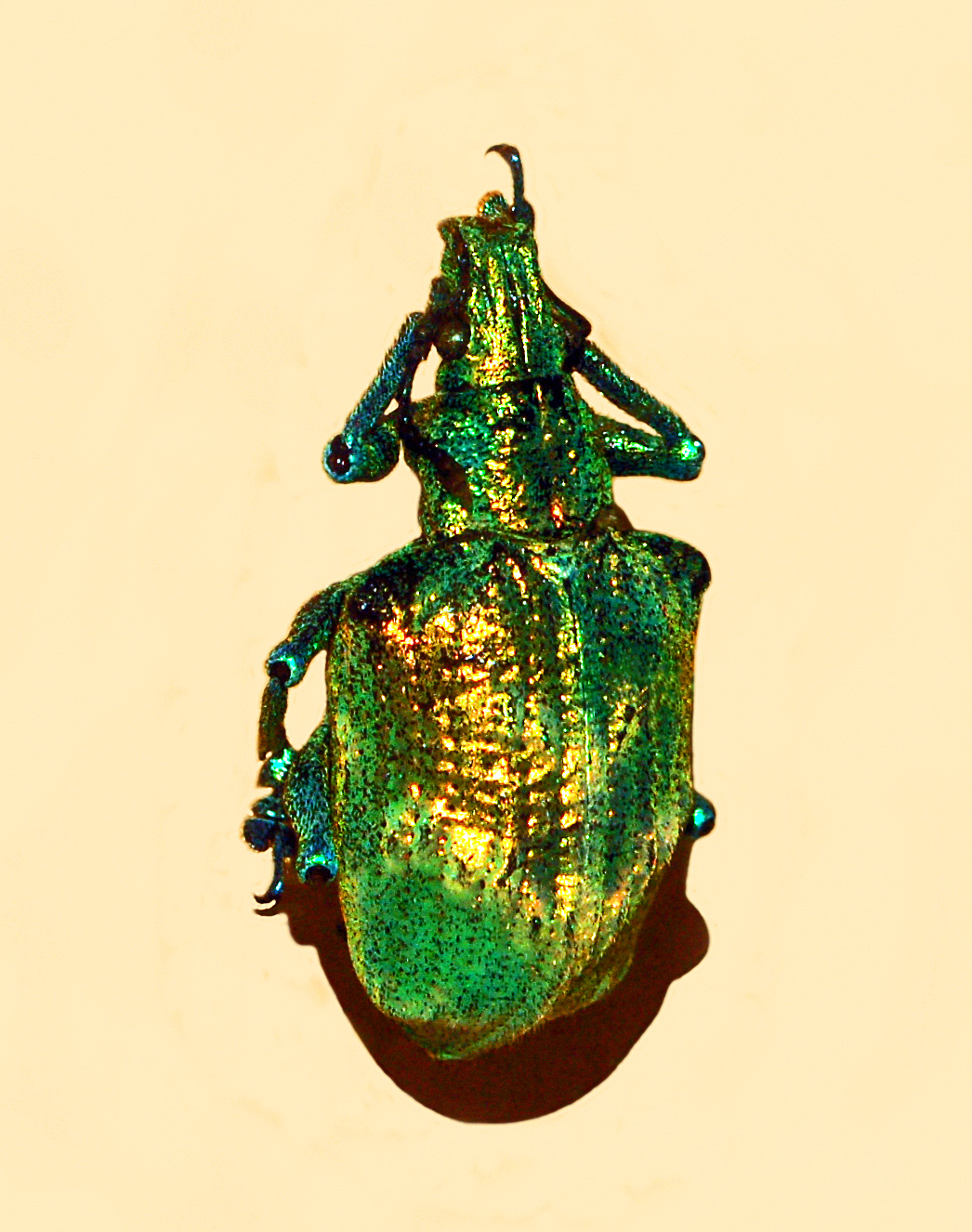
Les escates iridiscents de Lamprocyphus augustus contenen xarxes de cristall orientades en totes les direccions per a donar un color verd uniforme.
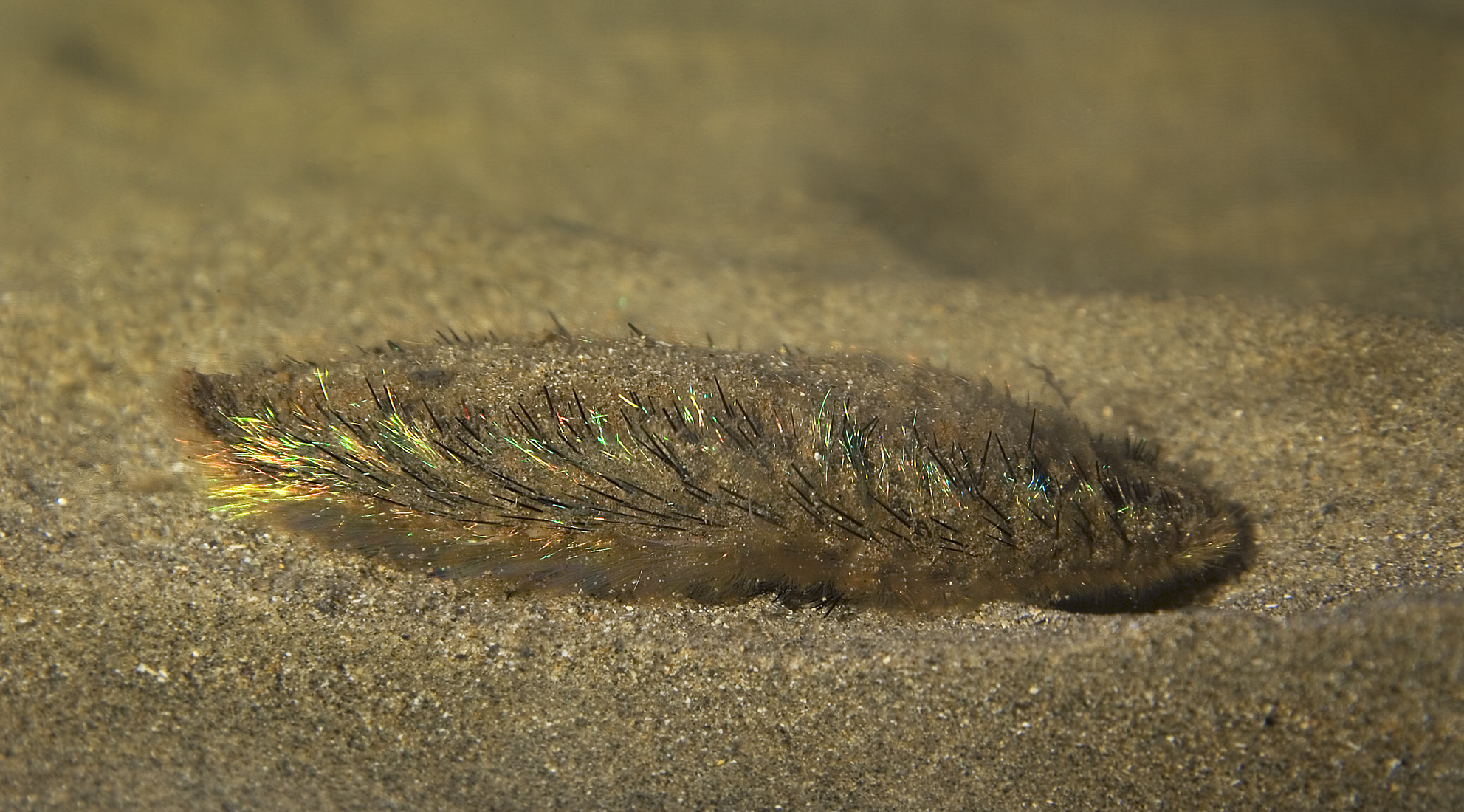
Aphrodita aculeata una espècie de cuc poliquet marí reflecteix la llum groga, vermella i verda per allunyar els seus depredadors .
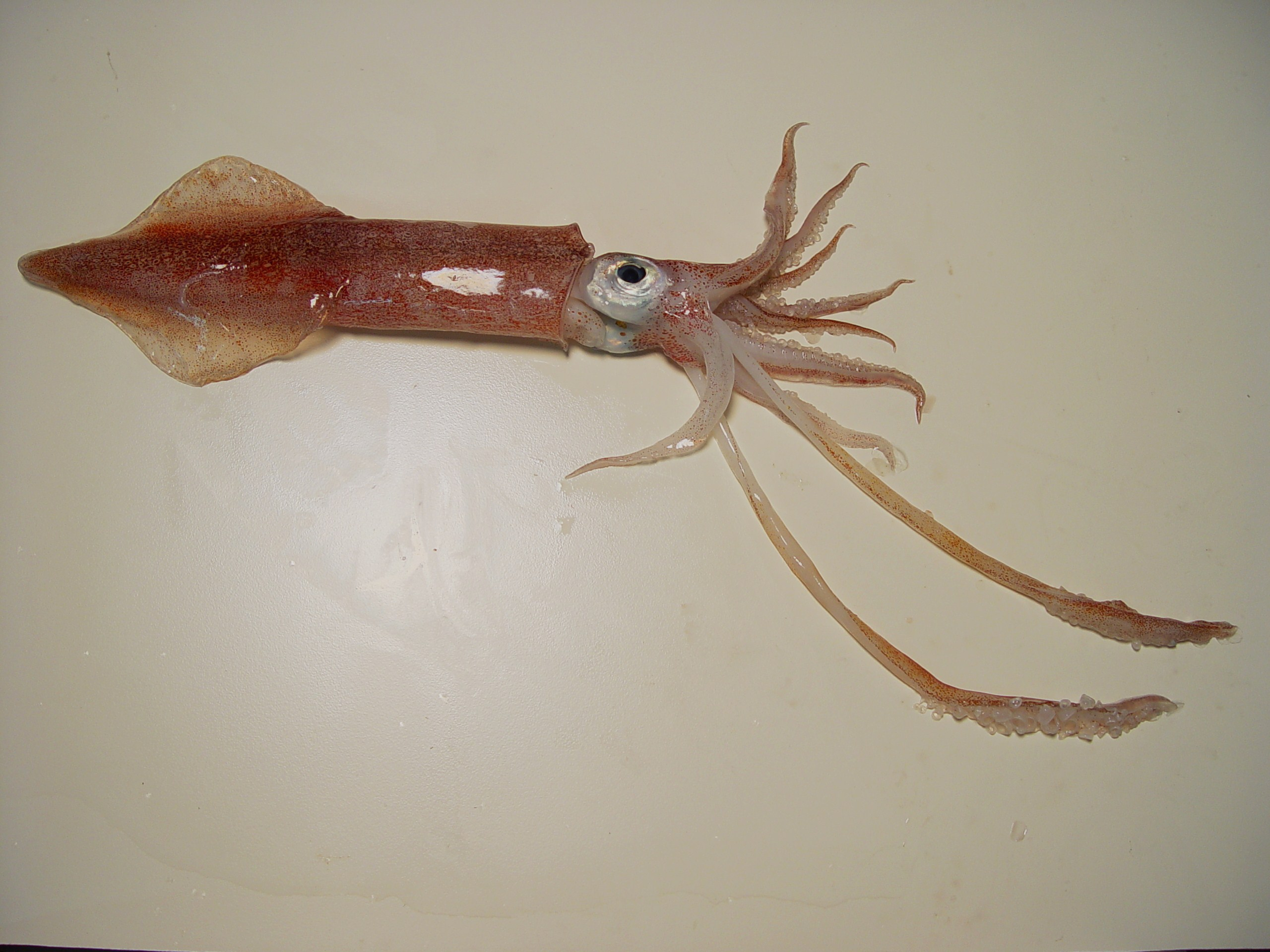
Del calamar Loligo pealeii se n'estudia els seus canvis de color.
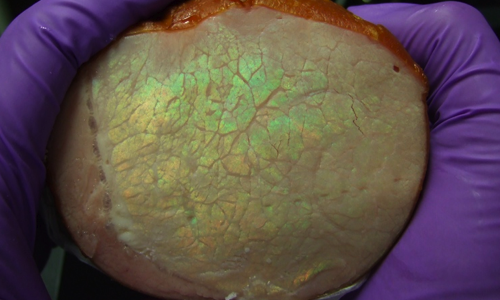
Iridescència en la carn causada per la difracció.